# Paul Jarrico
Paul Jarrico (* 12. Januar 1915 in Los Angeles, Kalifornien als Israel Payssah Shapiro; † 18. Oktober 1997, ebenda)  war ein US-amerikanischer Drehbuchautor und Filmproduzent.

## Leben
Paul Jarrico wurde als Israel Payssah Shapiro in Los Angeles geboren. Sein Vater, ein russisch-jüdischer Einwanderer, war Anwalt, Poet und Sozialist. Während seines Studiums an der UCLA trat Jarrico dem Kommunistischen Jugendverband der USA (YCL) bei, in welchem er von 1937 bis 1952 aktiv mitwirkte. 1940 nannte er sich offiziell in Paul Jarrico um. Während des Zweiten Weltkriegs diente er in der Handelsmarine und der United States Navy. Zehn Jahre später wurde er während eines Streits mit Howard Hughes vor das Komitee für unamerikanische Umtriebe zitiert, wo er sich mit mehreren Vorwürfen konfrontiert sah, sodass er nicht nur auf eine Schwarze Liste gesetzt wurde, und seine Arbeit in Hollywood verlor, sondern auch noch sein Personalausweis eingezogen wurde.
Bis dahin hatte Jarrico ab 1930 mehrere Drehbücher für Unterhaltungskomödien geschrieben und erhielt 1942 eine Oscar-Nominierung für sein Drehbuch Tom, Dick und Harry in der Kategorie Bestes Originaldrehbuch. Nach seiner Verbannung fiel es ihm zunehmend schwerer zu arbeiten. Seine Drehbucharbeit wurde entweder gar nicht erwähnt oder höchstens unter dem Pseudonym Peter A. Chilles/Peter Achilles. Dieses Pseudonym wurde beispielsweise, nachdem er von 1958 bis 1978 in Europa lebte, in den Filmen Die heiße Nacht und Wer kennt Johnny R.? verwandt.
Nach seiner Rückkehr aus Europa arbeitete er als Scriptdoctor, wobei er unter anderem die Filmbiografie Stalin überarbeitete und Film an der University of California, Santa Barbara unterrichtete.
Paul Jarrico starb am 18. Oktober 1997 bei einem Autounfall, als er von der California State Route 1 nahe Ojai abkam und gegen einen Baum prallte. Er hatte gerade an den Feierlichkeiten teilgenommen, die der Opfer der Verhöre der Kommunistischen Partei der USA (CPUSA) vor dem Komitee für unamerikanische Umtriebe anlässlich des 50. Jahrestages gedachten.
Jarrico war von 1937 bis 1966 mit Sylvia Gussin verheiratet. Noch im Jahr der Scheidung heiratete er die Französin Yvette Le Floc'h, von der er sich 1977 scheiden ließ. Von 1992 bis zu seinem Tod war er mit Lia Benedett verheiratet.

## Filmografie (Auswahl)
- 1941: Das Gesicht hinter der Maske (The Face Behind the Mask)
- 1941: Tom, Dick und Harry (Tom Dick and Harry)
- 1943: Thousands Cheer
- 1946: Zwei Sprengstoffverkäufer (Little Giant)
- 1949: Verführt (Not Wanted)
- 1950: Hölle am weißen Turm (The White Tower)
- 1952: Die Spielhölle von Las Vegas (The Las Vegas Story)
- 1952: Der Mann, der sich selbst nicht kannte (The Man Who Watched Trains Go By)
- 1960: Jovanka und die anderen (Jovanka e le altre)
- 1962: Die heiße Nacht (All Night Long)
- 1966: Wer kennt Johnny R.?
- 1975: Der Tag, der die Welt veränderte (Sarajevski atentat)
- 1988: Das Gesetz ist der Tod (Messenger of Death)

## Auszeichnungen (Auswahl)
- 1942: Nominierung für das Beste Originaldrehbuch mit dem Film Tom, Dick und Harry